# نووانتیا
نووانتیا (انگلیسی: Navantia) شرکت دولتی صنایع جنگ‌افزاری اسپانیایی است، که در سال ۲۰۰۵ تأسیس شد.